# MG-459
MG-459 é uma rodovia brasileira do estado de Minas Gerais. Sua extensão total é de 31,4 quilômetros e todo o percurso é pavimentado. 

## Percurso
A estrada inicia em Ouro Fino, no entroncamento com a rodovia MG-290, e termina no município de Monte Sião, na divisa com o estado de São Paulo.

## Concessão
A rodovia atualmente é administrada pela EPR Sul de Minas, onde deve ser recuperada em toda sua extensão, com recomposição de estrutura, novo pavimento e nova sinalização. 
Sendo as obras: (ano de conclusão)
- Acostamento em toda a via (2042);
- 3 Rotatórias alongadas (2043)
- 2 Retornos em U (2043)
- 4 Pontos de ônibus (2043)
- 10 Melhorias de acesso (2043)

#### Free Flow
Com a concessão, a rodovia foi designada para ter uma praça de pedágio, porém depois de uma mudança de local, ficou acordado que a estrada contaria com o primeiro "Free-Flow" de Minas Gerais, sendo instalado em 2024 e tendo menos de 3% de inadimplência. Hoje ele conta com o valor de R$ 9,60 e Desconto de Usuário Frequente (DUF) que pode chegar a 72,2% com uma tag. Tal modelo de cobrança rendeu a empresa uma menção honrosa no Prêmio P3C na categoria Melhor Gestão Privada.

##### Como pagar?
Além das tags, é possível pagar pelo aplicativo ou site, colocando saldo ou pagando depois em até 30 dias, em estabelecimentos parceiros, nas outras praças de pedágio e na Base de Atendimento ao Usuário da EPR em Borda da Mata.

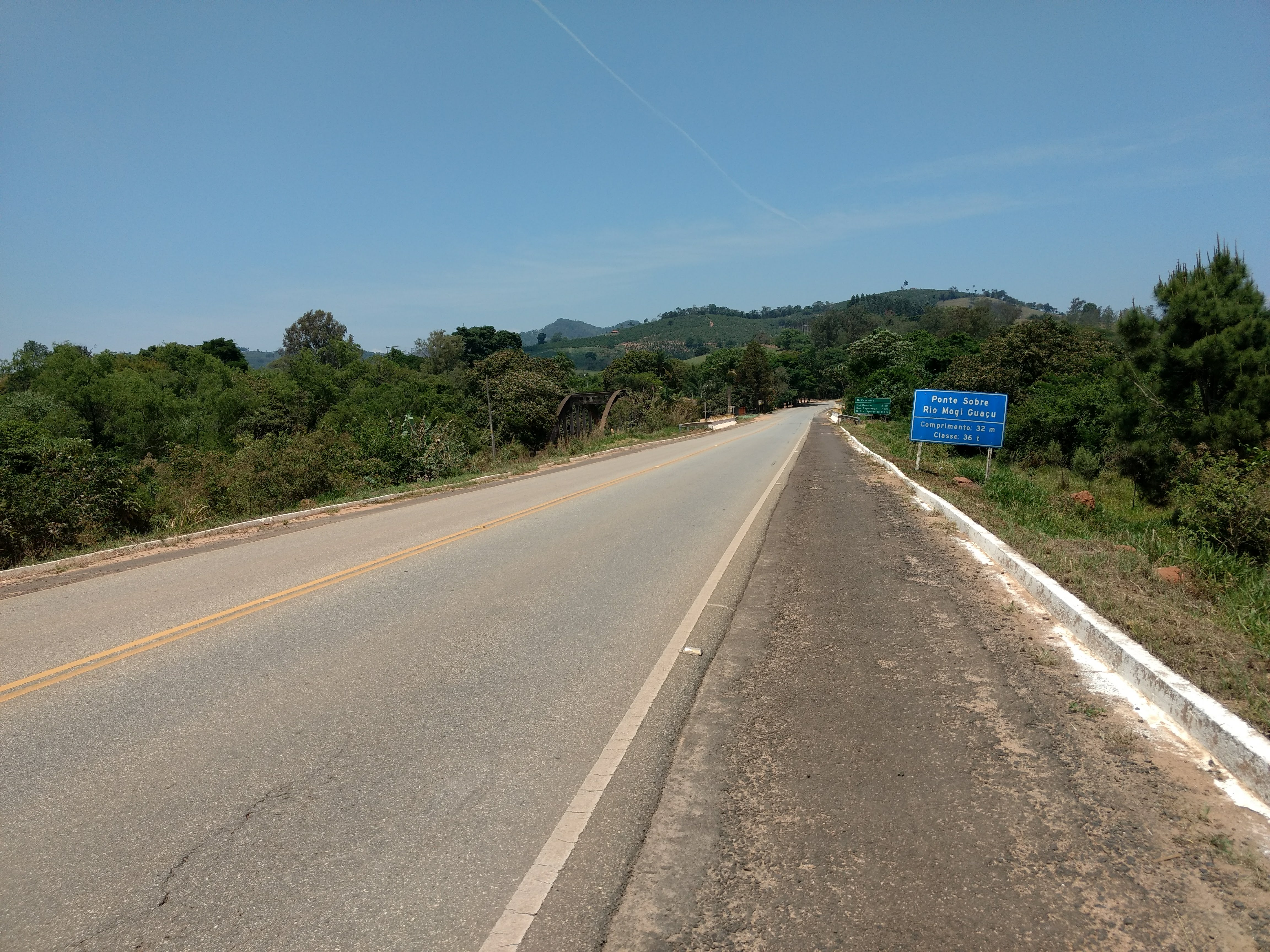
Trecho da rodovia MG-459 próximo à ponte sobre o rio Mojiguaçu, em Ouro Fino.

## Turismo
A MG-459 é uma das principais vias do circuito turístico das Malhas do Sul de Minas e dá acesso ao Circuito das Águas de São Paulo a partir da rodovia SP-360, no município de Águas de Lindóia.

## Aeroporto
O aeroporto de Ouro Fino fica próximo à rodovia MG-459.